# Cegléd
Cegléd [ˈtsɛɡleːd] ist eine ungarische Stadt im gleichnamigen Kreis im Komitat Pest.

## Geografische Lage
Cegléd liegt knapp 70 Kilometer südöstlich der Hauptstadt Budapest. Nachbargemeinden sind Ceglédbercel, Törtel, Abony, Nagykőrös und Tápiószele.

## Geschichte
Cegléd wurde 1290 während der Regierung König Ladislaus IV. erstmals urkundlich erwähnt. Bereits 1579 war die reformierte Schule eine bedeutende Bildungseinrichtung. Im Jahr 1913 gab es in der damaligen Stadt mit geordnetem Magistrat 7444 Häuser und 33.942 Einwohner auf einer Fläche von 49.963 Katastraljochen. Sie gehörte zu dieser Zeit zum Komitat Pest-Pilis-Solt-Kiskun. Von den Einwohnern gehörten ungefähr 0,5 Prozent der deutschen und 0,3 Prozent der slowakischen Volksgruppe an. Die Stadt war damals Sitz des Amtsgerichts, der Grundbuchbehörde, des Bezirksnotariats, der Finanzbehörde und es gab eine Handwerkskammer, eine Sparkasse, Zweigstelle der Österreichisch-Ungarischen Bank, ein Post- und Telegrafenamt sowie eine Postsparkasse. Die Einwohner lebten überwiegend von der Landwirtschaft und Tierzucht. Bedeutend war der Wein- und Obstbau; die Sauerkirschen wurden bis ins Ausland verkauft. 

## Stadtbild
Die Architektur der hauptsächlich für ihre Kurangebote bekannten Stadt ist vielfältig. Neben Gebäuden im klassizistischen und Sakralbauten im romanisch-gotischen Baustil, finden sich auch Bauten aus dem Neobarock. Die Synagoge, die heute als Sporthalle genutzt wird, wurde 1905 errichtet.

## Sehenswürdigkeiten
- Römisch-katholische Kirche Szent Kereszt felmagasztalása[3]

- Reformierte Kirche[4]

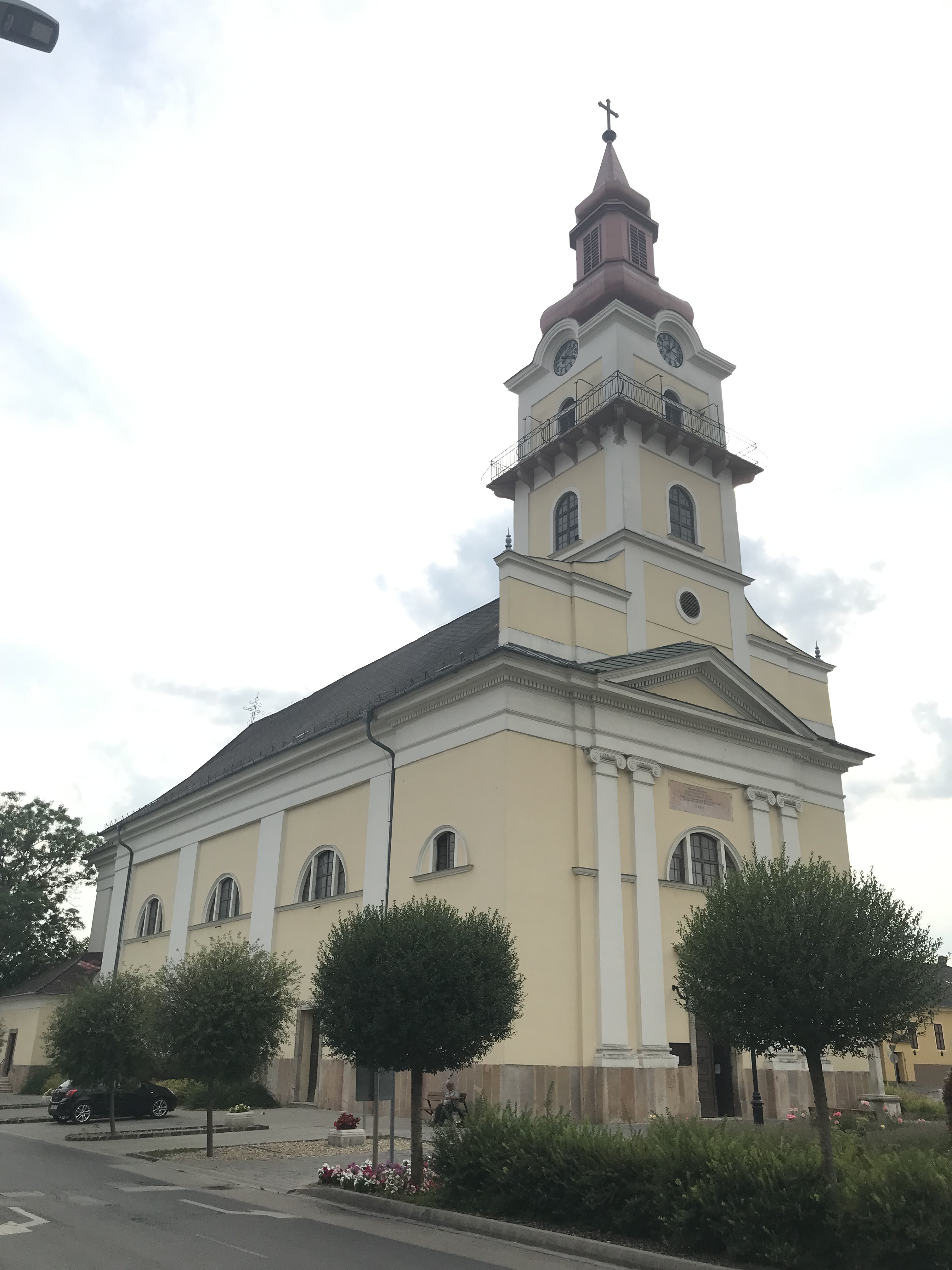
Katholische Kirche

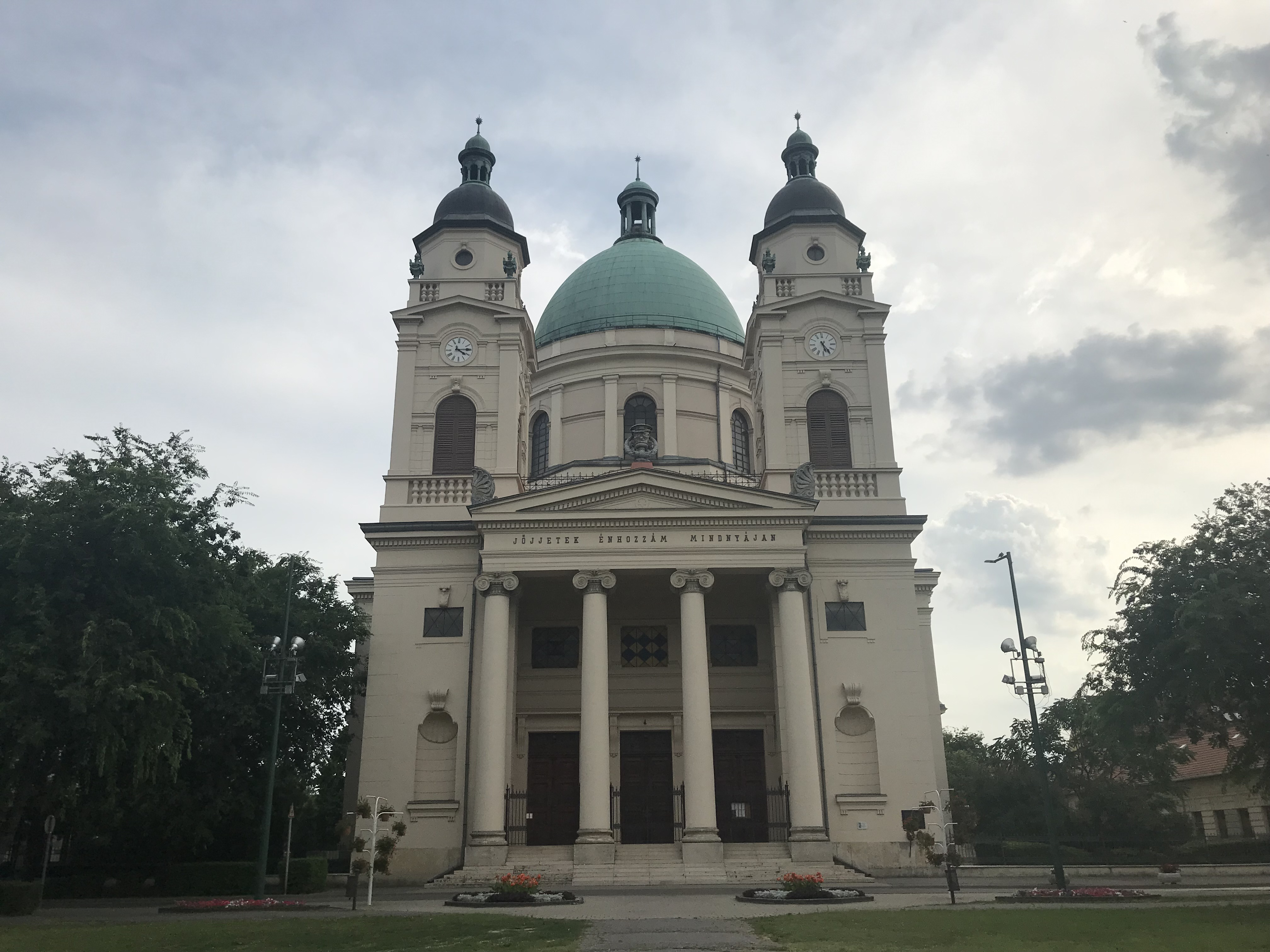
Reformierte Kirche

- Evangelische Kirche, erbaut 1895/96 von Sztehlo Ottó (1851–1923)[5]

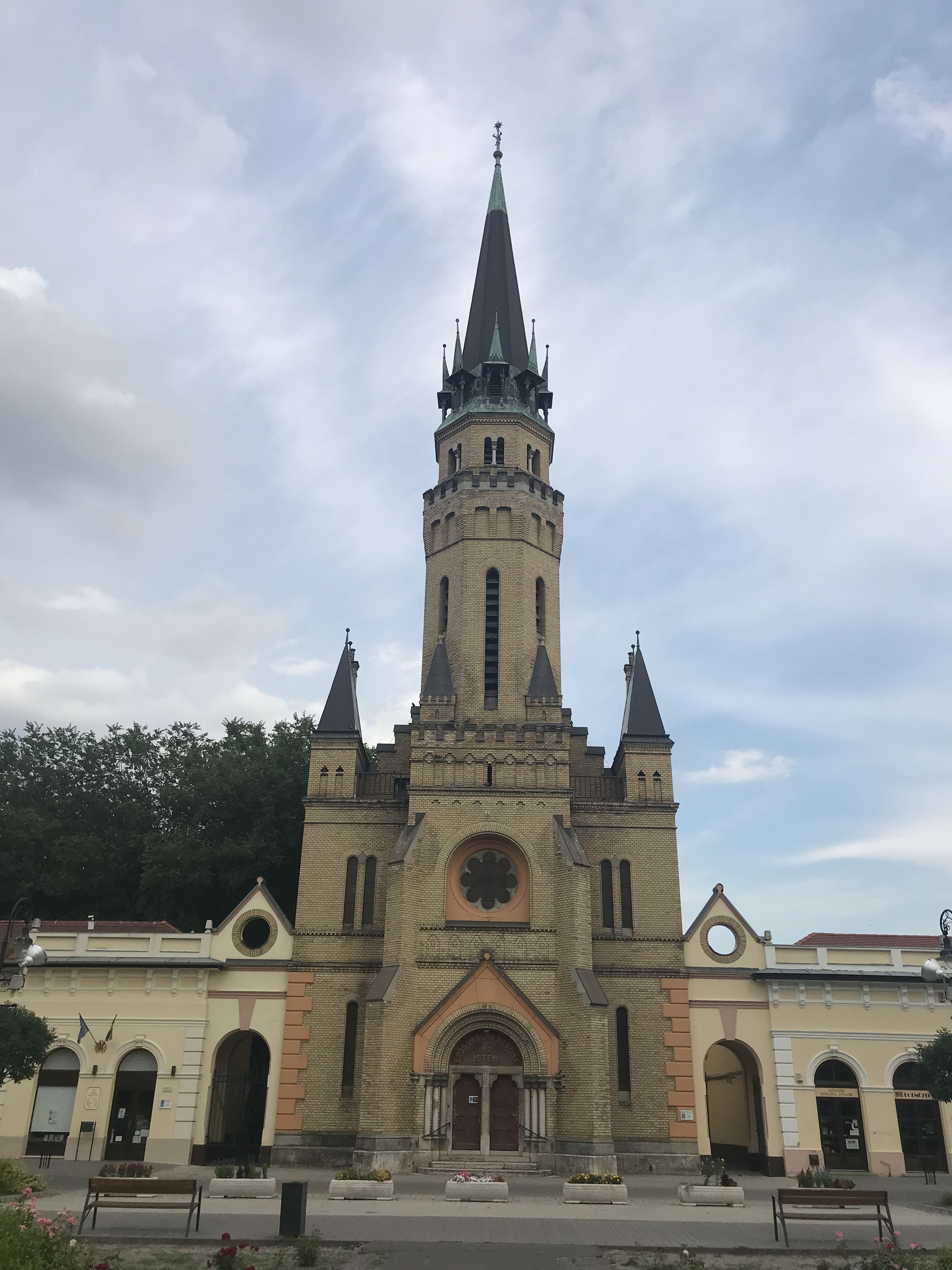
Evangelische Kirche

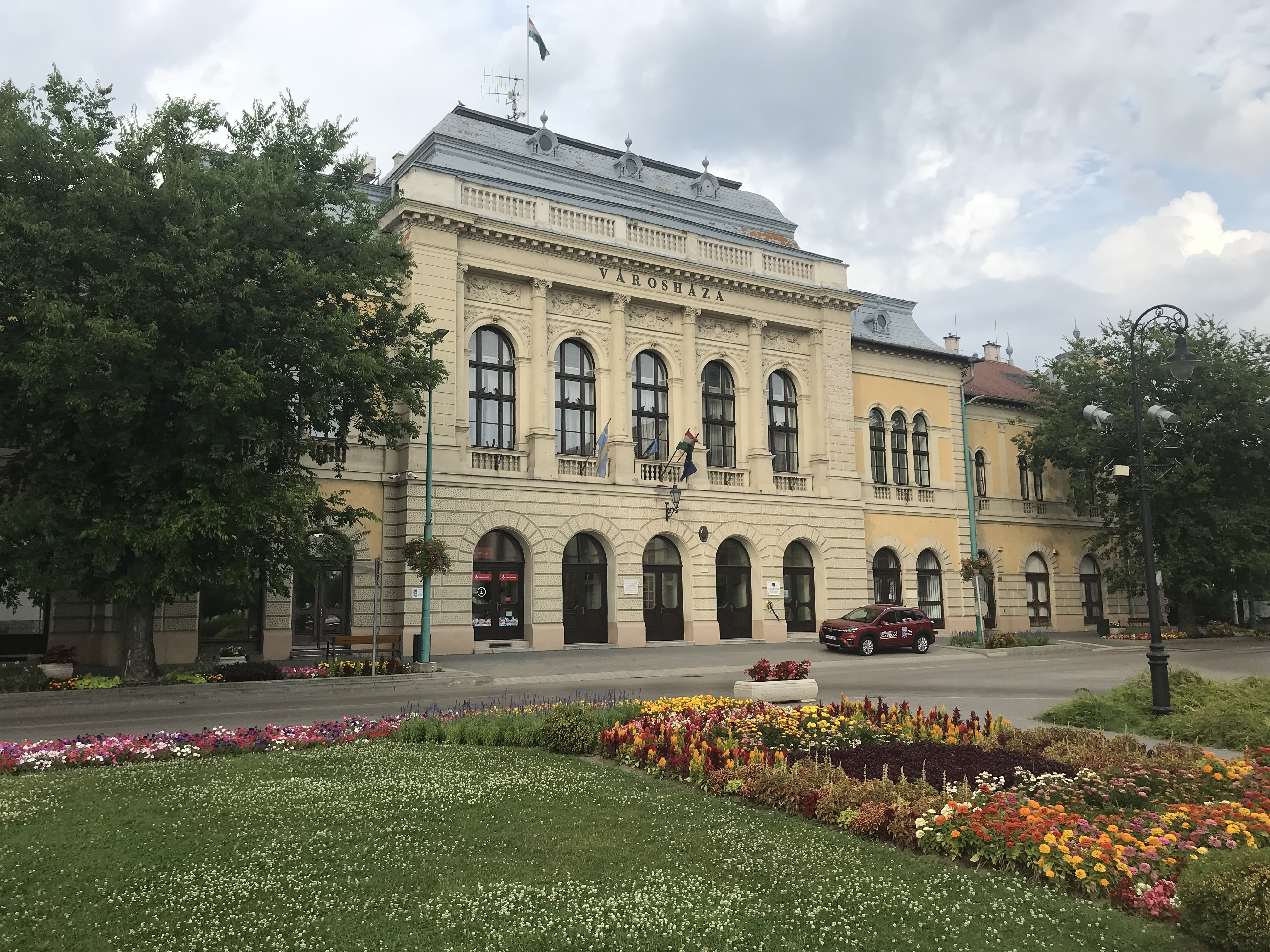
Rathaus

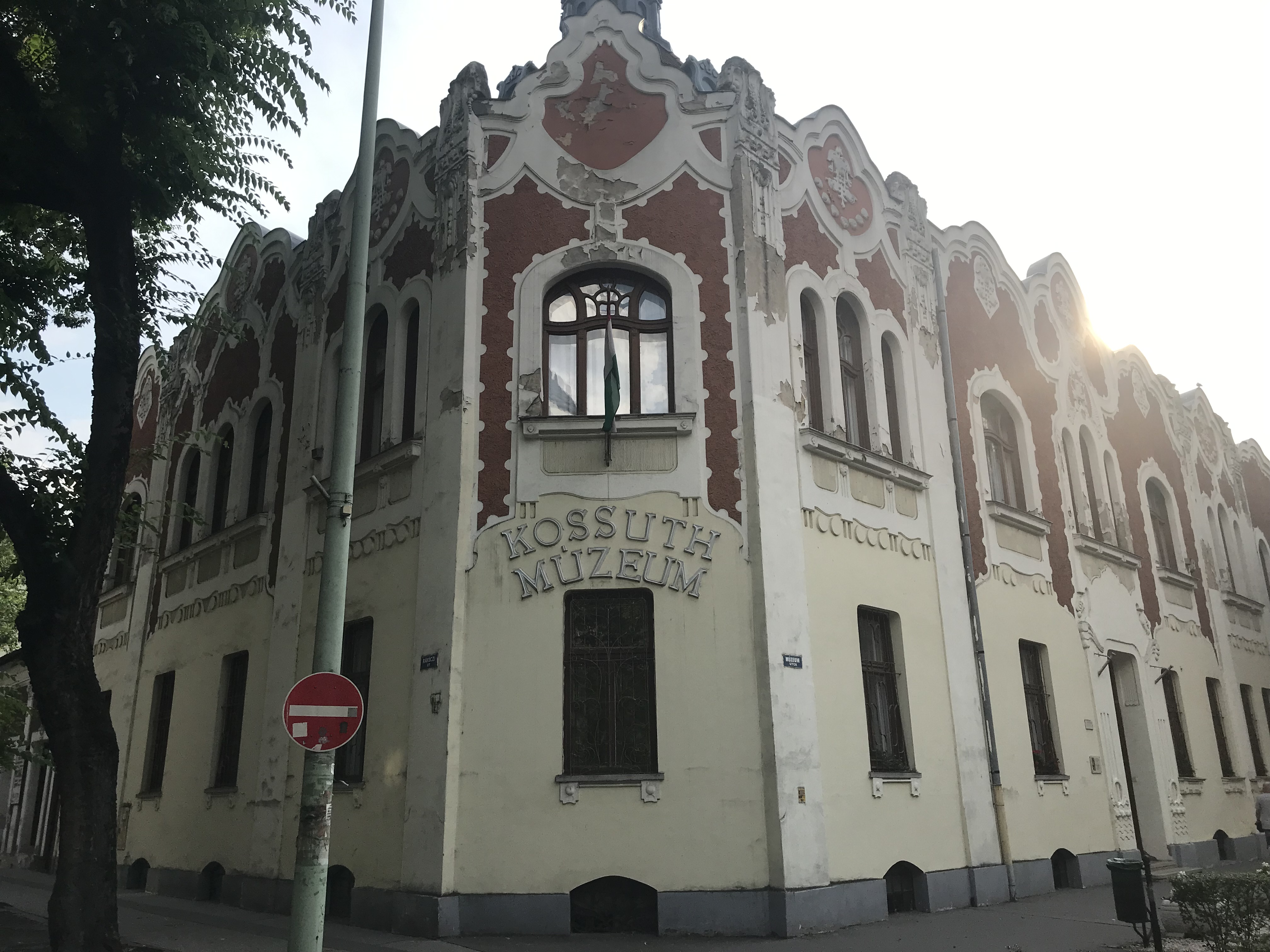
Kossuth-Museum

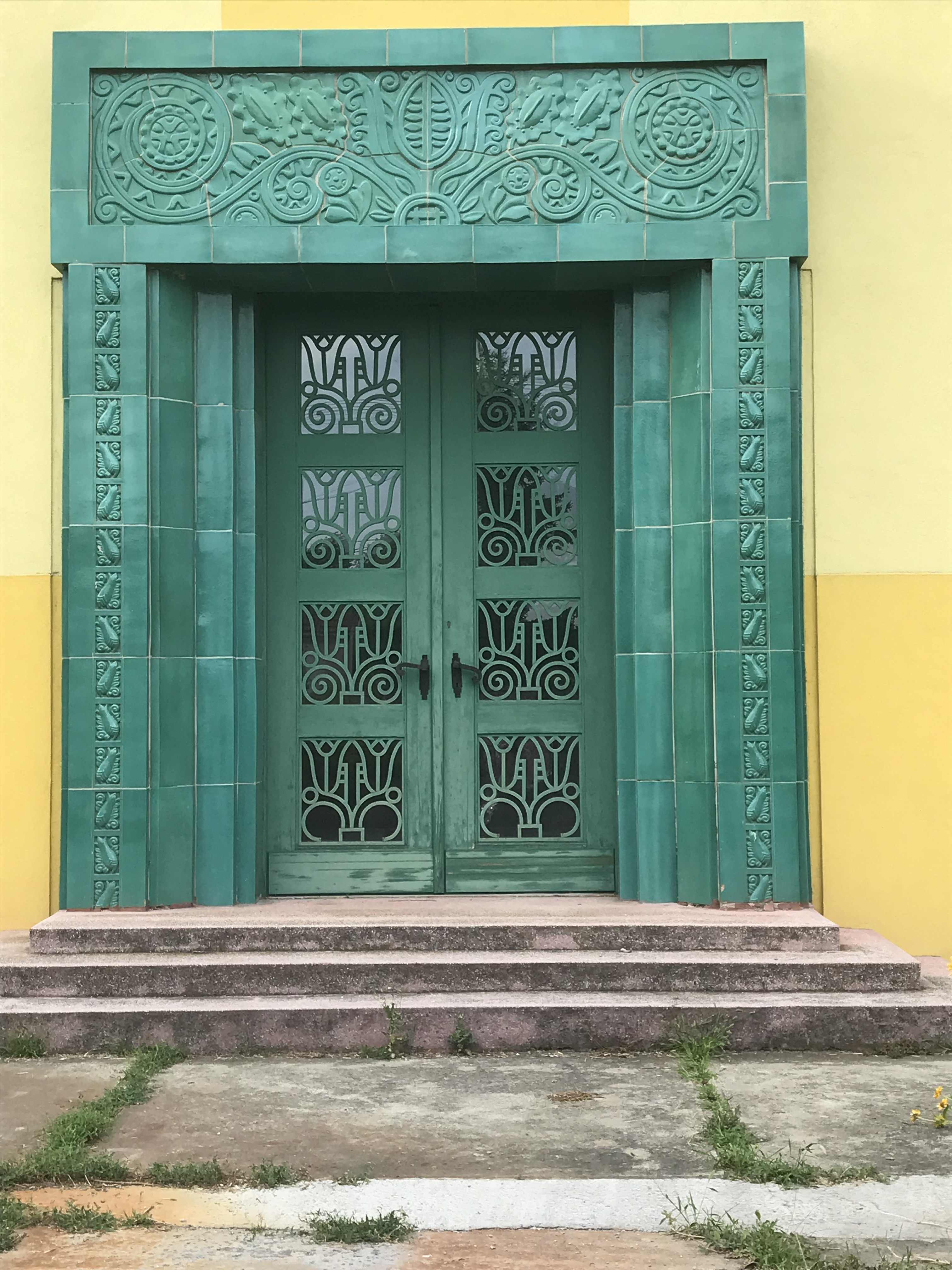
Portal Fachmittelschule János Török

- Rathaus[6]

- Kossuth-Museum[7]

- Fachmittelschule János Török[8]

## Sport
Die Fußballmannschaft des Ceglédi VSE spielt zurzeit in der Nemzeti Bajnokság II, der 2. Liga Ungarns.

## Städtepartnerschaften
- Mühldorf am Inn, Deutschland (2005)
- Plauen, Deutschland (2005)
- Gheorgheni, Rumänien
- Miercurea Ciuc, Rumänien
- Odorheiu Secuiesc, Rumänien
- Sfântu Gheorghe, Rumänien
- Vlăhița, Rumänien
- Vasvár, Ungarn

## Söhne und Töchter der Stadt
- George Pal (1908–1980), Filmproduzent, und -regisseur
- Gyula Zsengellér (1915–1999), Fußballspieler
- József Gál (1918–2003), Ringer
- György Csordás (1928–2000), Schwimmer
- Miklós Rédei (* 1928), Offizier der Volksrepublik Ungarn
- Károly Ecser (1931–2005), Gewichtheber
- István Pásztor (* 1971), Handballspieler und -trainer
- Péter Sárik (* 1972), Pianist und Komponist
- József Major (* 1979), Duathlet, Triathlet und Ironman-Sieger 2008
- Miklós Ungvári (* 1980), Judoka
- Roland Juhász (* 1983), Fußballspieler
- Imre Szellő (* 1983), Boxer
- Tamás Lőrincz (* 1986), Ringer
- Sarka Kata (* 1986), Model
- Attila Ungvári (* 1988), Judoka
- Viktor Lőrincz (* 1990), Ringer
- Norbert Vitáris (* 1990), Handballspieler
- Szilárd Jansik (* 1994), Wasserballspieler
- Noémi Háfra (* 1998), Handballspielerin

## Verkehr
Durch Cegléd verläuft die Hauptstraße Nr. 40, auf die in der Stadt die Hauptstraßen Nr. 311 und Nr. 441 münden. Es bestehen Eisenbahnverbindungen zum Budapester Westbahnhof, nach Nyíregyháza, Szeged und Záhony.